# ゲオルク・エルザー
ヨハン・ゲオルク・エルザー（Johann Georg Elser、1903年1月4日 - 1945年4月9日）は、ドイツの反ナチ運動家。アドルフ・ヒトラー暗殺未遂事件の実行者として知られる。

## 略歴

### 生い立ち
ヴュルテンベルク王国のヘルマリンゲン出身。ケーニヒスブロンの小学校を卒業した後、大工の職業訓練を受け、1922年からケーニヒスブロンやアーレンやハイデンハイム・アン・デア・ブレンツの建具屋で大工として働いた。さらに1925年から1929年にかけてコンスタンツの工場で働いた。1929年から1932年にかけてはスイスで再び大工として働いた。ドイツへ帰国したのち、ヴュルテンベルク州ハイデンハイム郡の工場で働いた。この工場には1936年秋に就職したが、軍需品の生産を取り扱うようになり、この時に時限装置の知識を得たとみられる。
エルザーはドイツ共産党の戦闘部隊「赤色戦線戦士同盟」に入隊している。そして1933年に共産党が解散させられるまで共産党に投票していた。ただしエルザーは、決して共産主義者というわけではなく、自身の故郷が伝統的に共産党支持が強いためであった。対してアドルフ・ヒトラーや国家社会主義ドイツ労働者党（ナチス党）の政策には明確に反対しており、集会で周りがナチス式敬礼を行っていても、無視していた。

### ヒトラー暗殺未遂事件

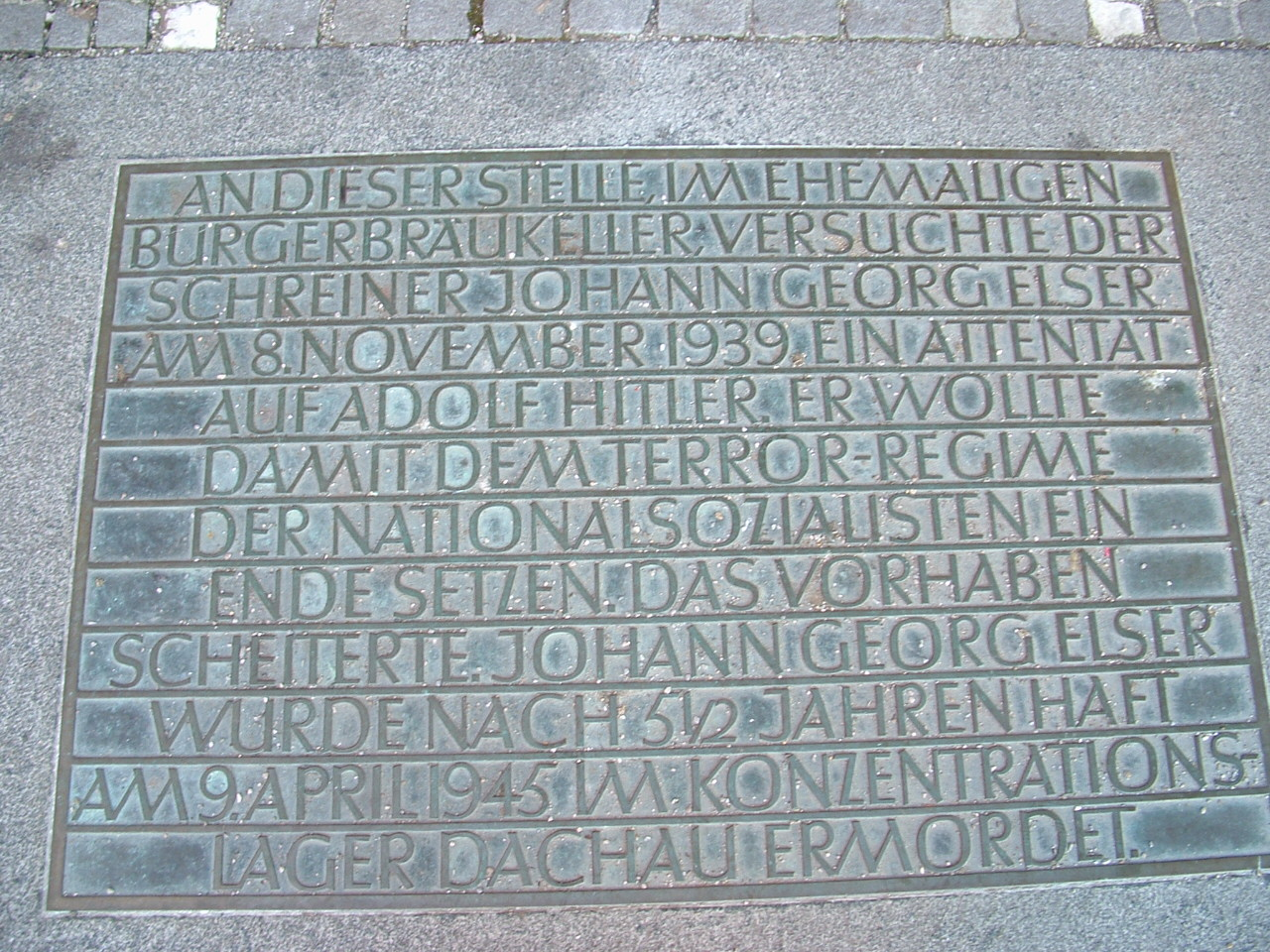
ビュルガーブロイケラー跡地にある、ゲオルク・エルザーを記念する銘板

1933年のナチ党の権力掌握の後、エルザーは自身の家族の困窮や、それ以外の労働者の待遇が悪化して行ったことと、ズデーテン地方の割譲によって、世界大戦に突入することを危惧し、ヒトラー暗殺を決意する。彼はヒトラーがミュンヘン一揆の舞台となったビアホール「ビュルガーブロイケラー」で、ミュンヘン一揆の起きた11月8日の夜に毎年必ず記念演説を行うことを知り、ヒトラーの居場所が確実に予想できるこの時間にヒトラーを殺すことを計画した。
1938年11月8日、エルザーは下見のためにミュンヘンに向かい、ヒトラーの立つ演壇の背後にある柱に時限爆弾を埋めるという計画を練っていった。エルザ―はハイデンハイム郡の工場で黒色火薬を入手していたが、威力不足と判断し、同工場を1939年3月に退職する。翌1939年春、エルザーはハイデンハイム郡イッツェルベルク（現在はケーニヒスブロンと合併）の採石場で働き、そのかたわら時限爆弾に使う爆発物を少しずつ盗んでいき、時限発火装置の組み立てや実験を繰りかえした。
同年8月5日、爆弾の材料一式を引っ越し荷物の底に隠したエルザーはミュンヘンに転居し、発火装置を作っていった。毎晩午後9時ごろに、ビヤホールを訪れ安い夕食を食べ、閉店間際にビヤホール内の物置小屋に隠れる。その後、ビヤホール内が静まったのを確認し、柱の中に爆弾を設置する作業を開始する。極力音を立てないように、ビヤホール内のトイレの自動洗浄の音や、路面電車が通り過ぎる音に紛れて作業を続けていた。翌日午前7時半頃にビヤホールの従業員がやってくるので、鉢合わせしないように裏口から退出し、柱を削るときに発生したごみは敷物に詰めて、川へ投棄した。こうして、エルザ―は昼は爆弾や時限装置の制作、夜はビヤホール内に忍び込み、柱の細工と爆弾の設置を行なうという生活を30日から35日かけて、準備していった。エルザ―が製作した時限装置は最大で144時間(=6日)の時限設定が可能で、フェイルセーフ機能もあり、非常に精巧なものだった。エルザ―は1939年11月2日の夜か同月6日夜に、ビヤホールの柱内に爆弾を設置し、11月8日のヒトラー演説時に爆発するように時限設定した。その後は11月6日にシュトゥットガルトに住む姉妹の家族を訪れて一泊し、11月7日夜にミュンヘンに戻って時限装置が正しく動いているかどうかの確認のために来店し、翌朝スイスに向けて出発した。
1939年11月8日、ヒトラーは「ビュルガーブロイケラー」で、毎年恒例であったミュンヘン一揆記念演説を行った。この年、ヒトラーはベルリンで行われる第二次世界大戦に関する打ち合わせのため演説会への出席自体をやめる予定であったが、結局例年通り出席して演説会の翌朝に専用機でベルリンに戻り軍との打ち合わせに臨むという予定に変えた。しかし演説会の直前に、ミュンヘンは霧になるという天気予報のために飛行機を使うことをやめ、夜の9時半に専用列車でミュンヘンを出ることとし、例年は8時半から10時半まで続く演説を8時開始に早め、9時7分に演説を切り上げ会場を後にした。ヒトラーが退席した後聴衆も帰り始めたが、9時20分に時限爆弾が爆発し、ビュルガーブロイケラーの店内は爆風で大きく破壊された。演壇の後ろにあった柱は爆発で粉砕され、店内に残っていた人たちの上に天井や梁やがれきが崩れ落ちた。最終的には8人が死亡し、62人が負傷した。SDのラインハルト・ハイドリヒやヴァルター・シェレンベルクは、イギリスの諜報機関の仕業と睨み、翌日11月9日にはオランダのフェンローで活動していたシギスムンド・ペイン・ベストとリチャード・ヘンリー・スティーヴンスの二名を拉致した(フェンロー事件)。
一方エルザーは11月8日夜にコンスタンツでスイスへの国境のフェンスを乗り越えようとしていたところを逮捕されていた。所持品の中には爆発物の設計図や部品、ビュルガーブロイケラーの店内の写真を使った絵葉書などがあったが、この時点では、実に1000人もの人間を爆弾犯の容疑者として拘束していたため、エルザ―は小物扱いされていた。しかし、取り調べ中に爆発事件の一報が入ったことからエルザーの身柄はミュンヘンに送られた。そして、11月13日に逮捕され、エルザーは爆弾犯が自分であることを自白したが、単独犯であることを主張し、11月9日にナチス党機関紙のフェルキッシャー・ベオバハターがヒトラー暗殺未遂はイギリス情報部の仕業であると報じていた内容を否定し、あくまでも単独犯であると供述した。しかしヒトラーはイギリスの陰謀と確信しており、ゲシュタポの報告についても、「一体、どこのどの間抜けがこのような捜査をしたのか？」と一蹴している。ヒトラーは親衛隊全国指導者ハインリヒ・ヒムラーに背後関係を調べるよう命じた。ヒムラーは自らがエルザーの取り調べに赴き、拷問をすることで自白を得たが、結果は単独犯と自供した。エルザ―はなおも単独犯であるという自供を信用してもらえず、ヒトラー暗殺時に使用した時限装置付きの爆弾を再現し、尋問者を驚かせた。ヒムラーはその後、フランツ・ヨーゼフ・フーバー、アルトゥール・ネーベに取り調べを任せたが、フーバーも自白させられず、「エルザーの単独犯」の結論を出した。ネーベは後に7月20日事件に参加し、処刑されている。ハイドリヒも「単独犯」と認めるしかなかった。捜査の失敗にヒムラーはヒトラーから譴責を受けたという。
こうして、エルザ―はザクセンハウゼン強制収容所特別非勾留者として扱われる。強制収容所での扱いは悪くはなく、月に120本のたばこと食料の配給がちゃんと用意されており、部屋は3部屋あり、1部屋は寝室、1部屋は作業場、最後の1部屋はSSの監視兵がいた。
エルザ―は1945年2月にダッハウ強制収容所へ移送され、同年4月9日に銃殺された。なお、当時の新聞では、連合軍の空爆によって死亡したと報道された。
エルザ―が生かされていた理由としては、ドイツが戦争に勝利したのち、公開裁判でイギリス情報部の仕業であることを国際社会に暴くつもりだった。

## エルザーに関する映画
- 『ヒットラーを狙え! 独裁者 運命の7分間』（1989年　アメリカ）
- 『ヒトラー暗殺、13分の誤算』（2015年　ドイツ）